# Ірландський фунт
Ірландський фунт (англ. Irish pound, ірл. punt Éireannach) — грошова одиниця Ірландії, що була в обігу до 1 січня 1999 року, коли її замінив євро. Спочатку на євро перейшли в безготівкових транзакціях, а з 1 січня 2002 року і в готівкових. За класифікацією ISO 4217 валюта мала код IEP, а знаком для позначення ірландського фунта був £ (або IR£, щоб не плутати з фунтами інших країн).

## Історія

### Старий фунт

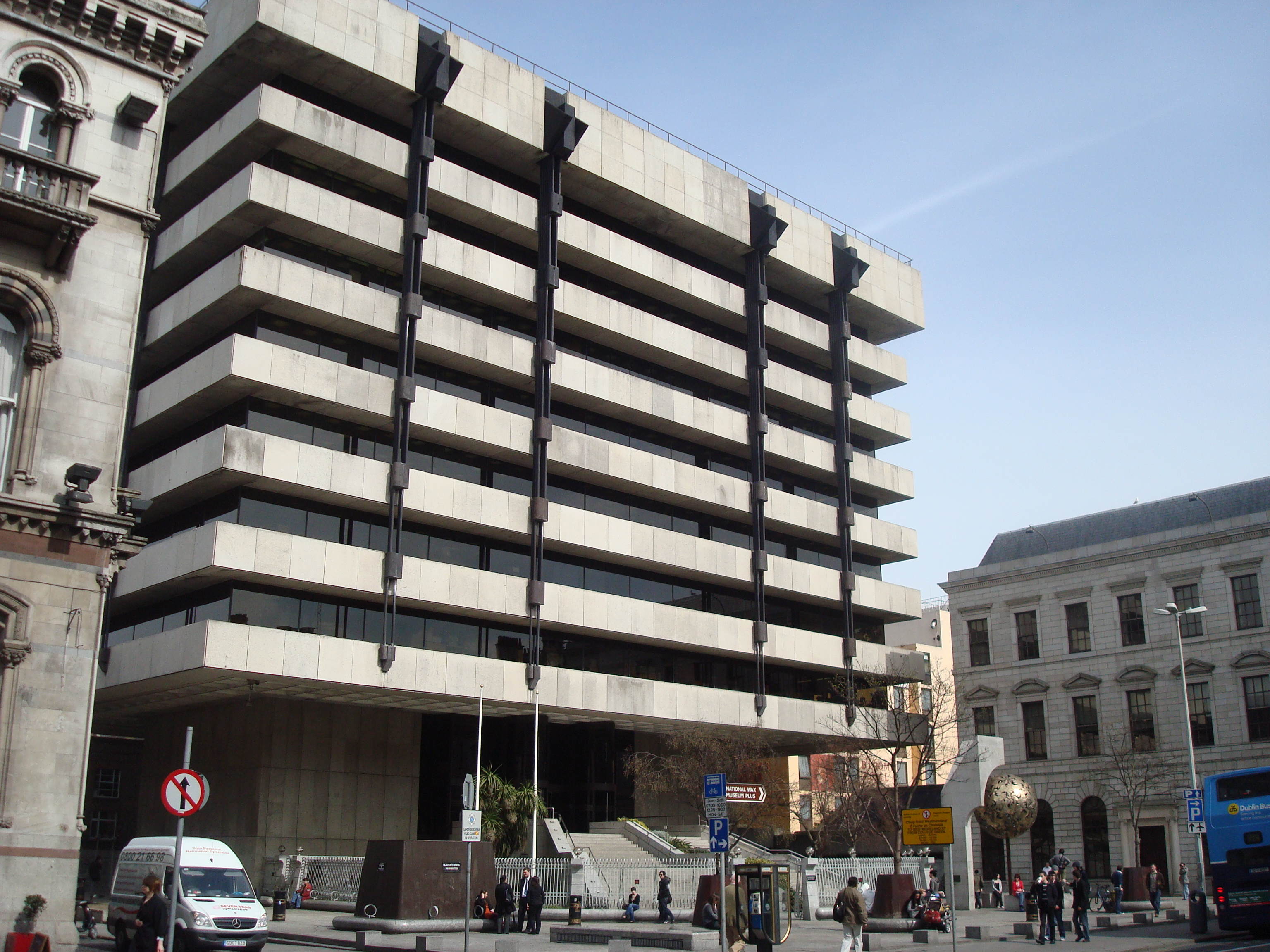
Будівля Центрального банку Ірландії

Найбільш ранні ірландські монети з'явилися наприкінці 10-го століття. Вони випускалися за такою ж системою, як і англійський фунт — один ірландський фунт поділявся на двадцять шилінгів, кожен з яких поділявся на дванадцять срібних пенсів. Близько 1210 року, король Джон встановив паритет з фунтом стерлінгів, таким чином ірландські срібні монети могли вільно обертатися в англійській економіці й допомагати фінансувати його війни у Франції. Однак з 1460 року ірландські монети карбувалися з іншим вмістом срібла, ніж англійські, через що курсове співвідношення двох валют розходилося.
Під час війни двох королів, 1689—1691 років, король Яків II, більше не правив в Англії та Шотландії, випускав в Ірландії монети «надзвичайного карбування» з недорогоцінних металів, відомі як «рушничні гроші».
У 1701 році співвідношення між ірландським фунтом і англійським фунтом стерлінгів було зафіксовано за курсом: тринадцять ірландських фунтів дорівнювали дванадцяти англійським фунтам (тоді як шотландський фунт мав ще інший курс, у 1707 році його співвідношення до фунта стерлінга складало 12:1.) Це співвідношення уможливило обіг ірландських мідних монет разом з англійськими срібними монетами, оскільки тринадцять ірландських пенсів мали ту ж вартість, що і один срібний англійський шилінг, власних срібних монет в Ірландії тоді вже не карбували.
У 1801 році Ірландія стала частиною Сполученого Королівства Великої Британії та Ірландії, але ірландський фунт продовжував існувати до січня 1826 року. Між 1804 і 1813 роками Банком Ірландії випускалися десятипенсові срібні токени, які номінувалися в ірландських пенсах. Останні мідні монети ірландського фунта були викарбувані у 1823 році, а 1826 року ірландський фунт був злитий з фунтом стерлінгів. Після 1826 року деякі ірландські банки продовжували випускати паперові банкноти, але вони номінувалися у фунтах стерлінгів. У 1823 році були викарбувані останні ірландські мідні пенні, але своїх монет Ірландія не мала аж до здобуття своєї незалежності в 1922 році.

### Новий фунт

#### Саорштатський фунт
Продовжуючи використовувати фунт стерлінгів після здобуття незалежності у 1922 році, Ірландська Вільна держава (ірл. «Saorstát Éireann») ввела свою власну валюту лише 1928 року, так званий «саорштатський фунт» («Saorstát punt»). За законом 1927 року, нова валюта була прив'язана до фунта стерлінгів у співвідношенні 1:1, ірландський фунт мав такий же вміст та пробу золота, як і тодішній соверен, хоча Ірландія не карбувала золотих монет. Паритет між ірландським фунтом та фунтом стерлінгом зберігався протягом наступних п'ятидесяти років. Використовувалася така сама монетна система, як і у фунті стерлінгів, але лише з використанням ірландських найменувань номіналів: фунт — «punt» (множина: «puint»), шилінг — «scilling» (множина: «scillingí») і пені — «pingin» (множина: «pinginí»). У 1928 році були введені перші ірландські монети, які поділялися на вісім номіналів: фартінг (¼d), півпені (½d), пені (1D), три пенси (3D), шість пенсів (6d), шилінг (1S), флорін (2S), півкрони (2S 6d), а у 1966 10 шилінгів (10s). Всі ірландські монети мали ті самі розміри, що і британські монети. Фунт стерлінгів продовжував прийматися у всій Ірландії за курсом 1:1, тоді як ірландська валюта не була загальноприйнятою у Великій Британії.

#### Ірландський фунт
Назва держави стало Ірландія після вступу в силу Конституції Ірландії 29 грудня 1937 року. 10 травня 1938 року назва валюти була змінена на «ірландський фунт», після вступу в силу 29 грудня 1937 року Конституції Ірландії, згідно якої держава отримала назву «Ірландія».

#### Децималізація
У 1959 році з'явився перший звіт Комітету з метричної системи та десяткової системи карбування (Metric System and Decimal Coinage Committee), щодо доцільності переходу ірландського фунта з дванадцятикратної на десяткову грошову систему, так званої децималізації, обговорення цієї теми тривало й у 1960-х роках. Коли британський уряд вирішив перевести свою валюту на десяткову систему, уряд Ірландії взяв його прикладом. Закон про десяткову грошову систему 1969 року змінив визначення кількості пенсів в ірландському фунті з 240 до 100, при цьому символ пенні змінився з «d» на «p». Сам фунт не був переоцінений цим законом, і тому банкноти-фунти не були вилучені з обігу, лише банкнота в 10 шилінгів була замінена монетою в 50 пенсів. Нова монета в п'ять пенсів корелювала зі старою монетою в один шилінг, а нова монета в 10 пенсів корелювала зі старою монетою в два шилінги. Нові монети мали ті самі розміри й виготовлялися з тих же матеріалів, що і відповідні нові британські монети. Закон 1970 року про десяткову грошову систему також містив додаткові положення для переходу на неї, не пов'язані з випуском монет.
Децималізація перебувала під контролем Ірландської ради по десятковій грошовій системі, створеної 12 червня 1968 року. Рада надавала громадськості інформацію про перехід, у тому числі брошури під назвою «Довідник для всіх з десяткової валюти». Перехід стався у так званий День децималізації, 15 лютого 1971 року.

#### Відхід від фунта стерлігів
Після створення у 1970-х роках Європейської валютної системи, Ірландія вирішила приєднатися до неї у 1978 році, тоді як Велика Британія залишилася осторонь.
Механізм європейського обмінного курсу, нарешті, скасував співвідношення 1:1 між ірландським фунтом і фунтом стерлінгів; 30 березня 1979 року був введений новий обмінний курс.
Також, цього періоду, 1978 року, у передмісті Дубліну, Сендіфорді, був створений Валютний центр, де друкувалися ірландські банкноти і монети. До цього ірландські банкноти друкувалися спеціалізованими комерційними друкарнями в Англії, а монети — Британським королівським монетним двором.

#### 1979–1999: вільно-плаваюча валюта.
До 1986 року всі ірландські монети десяткової системи мали ті ж форми й розміри, що й їхні британські аналоги. Починаючи з 1986 року в обігу з'явилися монети нових номіналів, а розміри монет, всіх існуючих до цього номіналів, почали відрізнятися за розмірами від аналогічних монетних номіналів Великої Британії. Того ж року була представлена нова монета 20 пенсів, потім, у 1990 році, була введена монета в 1 фунт яка повністю відрізнялися за розміром, формою та матеріалом від раніше представлених британських монетних аналогів. Коли британські монети 5 пенсів і 10 пенсів були вперше зменшені у розмірі, ірландські монети аналогічних номіналів наслідували їхній приклад, при цьому нові ірландські монети 10 пенсів отримали менший розмір, ніж нова британська версія, представлена 1992 року, а нові ірландські монети 5 пенсів були трохи більше, ніж британська версія, представлена у 1990 році. Розмір 50 пенсів ніколи не зменшувався (як це було у Великій Британії у 1997 році).

#### Заміна на євро
Станом на 31 грудня 1998 року обмінний курс євро на ірландський фунт та 10 інших валют Євросоюзу (усі, крім фунта стерлінгів, шведської крони та данської крони) був фіксованим. Фіксований коефіцієнт перетворення для ірландського фунта був € 1 = 0,787564 ірландських фунтів. Наступного дня, коли було введено євро, обмінний курс становив GB £ 1 = € 1,42210, або GB £ 1 ≈ 1,12 ірландських фунтів. Станом на 1 січня 2002 року, день, коли було введено євро, англійський фунт стерлінгів становив близько 1,287 ірландського фунта. Після введення євро та падіння фунта стерлінгів у 2007—2009 роках, станом на квітень 2010 року, GB £ 1 дорівнював близько 0,91 еквівалента ірландського фунта.
Станом на 31 грудня 2001 року, загальна вартість ірландських банкнот у обігу становила €4343,8 млн, а загальна вартість ірландських монет становила €387,9 млн. Входження Ірландії до зони євро було одним із найшвидших у Єврозоні, деякі магазини перестали приймати стару валюту вже за тиждень переходу країни на євро. У 2002 році євро дорівнював 0,787564 ірландського фунта, 56%, у вартісному вираженні; ірландські банкноти було вилучено з обігу протягом двох тижнів після введення банкнот та монет євро і на той час вони перестали мати юридичний статус.
До 9 лютого 2002 року було вилучено з обігу лише 45% монет. Ця цифра дещо вводить в оману, оскільки майже всі монети в обігу були обмінені на євро до цієї дати — їхня решта трималася населенням вдома, як сувеніри та колекції.
Усі ірландські монети та банкноти, від початку випуску їх Центральним банком Ірландської вільної держави, можуть бути обмінені на євро в Центральному банку в Дубліні.

## Монети Ірландської Республіки

### Монети дванадцятикратної системи
На початку 1920-х років Ірландський уряд створив Комітет на чолі з сенатором Вільямом Батлером Єйтсом для визначення дизайну, підходящого для монет. Членами комітету були Томас Бодкін, Дермот О'Брайєн, Люціус О'Каллаган і Баррі Іган.
Деякі рішення щодо оформлення були прийняті з самого початку. Більшість монет, якщо не всі, обов'язково повинні були містити арфу (національний символ Ірландії, який був зображений на її гербі) і написи лише ірландською мовою. Через політичні розбіжності, які призвели до 
Громадянської війни в Ірландії, комітет відразу вирішив, що жоден проект не повинен містити портретів людей сучасності. Пізніше вони вирішили, що також потрібно уникати релігійних або культурних тем, щоб монети не могли стати реліквіями або медалями. Так як сільське господарство мало важливе значення для економіки Ірландії, саме ця тема і була обрана для монет, в результаті використовувалися малюнки із зображенням тварин і птахів.
У підсумку, для оформлення аверсу монет обрали арфу і слова «Saorstát Éireann» («Ірландська Вільна держава»). Для створення дизайну реверсу, затвердженим для конкурсу художникам, були надані обрані зображення тварин і птахів, а для створення дизайну аверсу, як зразки — їм надали фотографії Арфи Делвея і Арфи Трініті-коледжу. Пізніше міністр фінансів вирішив, що номінал монет повинен вказуватися не тільки словами, але й цифрами, а також запропонував для оформлення використовувати рослини; остання пропозиція була відкинута, оскільки конкурс знаходився на завершальній стадії і через труднощі щодо пошуку підходящих факсиміле рослин.
Для конкурсу обрали три ірландських художника: Джерома Коннора, Альберта Павера і Олівера Шеппарда, а також закордонні художники Пол Меншип (американець), Персі Меткалф (англієць), Карл Міллес (швед) і Публіо Морбідуччі (італієць); також запросили ряд інших художників, які, у підсумку, не взяли участі. Кожному художнику платили і дозволяли створювати заготовки в гіпсі або на металі, а переможцю конкурсу призначався приз. Заради того, щоб комітет не знав чиї роботи він оцінює — зразки дизайнів не містили підписів художників. У підсумку, комітет обрав проекти Персі Меткалфа, а потім, за сприяння державних службовців Міністерства сільського господарства, до його дизайнів ще були внесені деякі зміни.
Перші монети вийшли у 1928 році, вони були викарбувані на Королівському монетному дворі в Лондоні. У 1938 році, після прийняття Конституції Ірландії, на аверсі монет відбулася зміна: вони отримали ірландську назву держави, «Éire», а також був вдосконалений дизайн арфи, який став більш зносостійким. Закон щодо Центрального банку від 1942 року (розділ 58), дав дозвіл на виготовлення монет з мідно-нікелевого сплаву, замість чистого нікелю. Також, згідно закону, затвердження на той час нової назви держави — «Ірландська Республіка», не вимагало внеску відповідних змін на монетах, випущених після 1948 року. Наступний Закон щодо карбування монет 1950 року головним чином дав дозвіл замінити срібло в монетах відповідних номіналів на інший метал. Останнім законодавчим актом для монет десятикратної системи — стала поправка 1966 року до Закону щодо карбування монет, яка дозволила випустити в обіг десятишилінгову монету. Десять шилінгів були єдиною циркулюючою ірландською монетою новітнього часу, на якій була відсутня арфа, вона мала написи на гурті та містила портрет політичної особистості — справжнього ірландця, Патріка Пірса, який був ірландським революціонером (написи на гурті вказували на Великоднє повстання 1916 року).
Хоча всі ірландські монети десятикратної системи були звичайними загальнообіговими, онак серед них існують і раритети, особливо серед випусків перших років. Велика кількість флоринів і півкрон 1943 року була переплавлена на Монетному дворі, лише невелика кількість потрапила в обіг. Відомі тільки один та два екземпляри, відповідно, півкрони і пенні 1938 року.

#### Монети 1928—1942 років
| Монети 1928—1942 років | Монети 1928—1942 років | Монети 1928—1942 років | Монети 1928—1942 років | Монети 1928—1942 років | Монети 1928—1942 років | Монети 1928—1942 років | Монети 1928—1942 років | Монети 1928—1942 років                | Монети 1928—1942 років | Монети 1928—1942 років | Монети 1928—1942 років | Монети 1928—1942 років | Монети 1928—1942 років |
| Зображення             | Ірландська назва       | Номінал                | Опис                   | Опис                   | Параметри              | Параметри              | Параметри              | Параметри                             | Параметри              | Дата введення          | Дата вилучення         | Частка від £1          | Кількість пенсів       |
| Зображення             | Ірландська назва       | Номінал                | Аверс                  | Реверс                 | Маса (г)               | Діаметр (мм)           | Товщина (мм)           | Матеріал                              | Гурт                   | Дата введення          | Дата вилучення         | Частка від £1          | Кількість пенсів       |
| ---------------------- | ---------------------- | ---------------------- | ---------------------- | ---------------------- | ---------------------- | ---------------------- | ---------------------- | ------------------------------------- | ---------------------- | ---------------------- | ---------------------- | ---------------------- | ---------------------- |
|                        | Feoirling              | Фартінг (1⁄4d)         | Герб Ірландії (арфа)   | Вальдшнеп              | 2.83                   | 20.2                   | 1.52                   | Мідь (95.5%), олово (3%), цинк (1.5%) | Гладкий                | 12 грудня 1928         | 1 січня 1962           | 1⁄960                  | 1⁄4                    |
|                        | Leathphingin           | Пів пенні (1⁄2d)       | Герб Ірландії (арфа)   | Свиня і поросята       | 5.66                   | 25.5                   | 1.77                   | Мідь (95.5%), олово (3%), цинк (1.5%) | Гладкий                | 12 грудня 1928         | 1 серпня 1969          | 1⁄480                  | 1⁄2                    |
|                        | Pingin                 | Пенні (1d)             | Герб Ірландії (арфа)   | Курка і курчата        | 9.45                   | 30.9                   | 1.90                   | Мідь (95.5%), олово (3%), цинк (1.5%) | Гладкий                | 12 грудня 1928         | 1 січня 1972           | 1⁄240                  | 1                      |
|                        | Leath reul             | Три пенси (3d)         | Герб Ірландії (арфа)   | Заєць                  | 3.23                   | 17.7                   | 1.9                    | Нікель                                | Гладкий                | 12 грудня 1928         | 1 січня 1972           | 1⁄80                   | 3                      |
|                        | Reul                   | Шість пенсів (6d)      | Герб Ірландії (арфа)   | Собака (вольфгаунд)    | 4.53                   | 21.0                   | 1.9                    | Нікель                                | Гладкий                | 12 грудня 1928         | 1 січня 1972           | 1⁄40                   | 6                      |
|                        | Scilling               | Шиллінг (1s)           | Герб Ірландії (арфа)   | Бугай                  | 5.65                   | 23.7                   | 1.77                   | Срібло (750 проба)                    | Гладкий                | 12 грудня 1928         | 1 січня 1993           | 1⁄20                   | 12                     |
|                        | Flóirín                | Флорін (2s)            | Герб Ірландії (арфа)   | Лосось                 | 11.3                   | 28.6                   | 2.3                    | Срібло (750 проба)                    | Гладкий                | 12 грудня 1928         | 1 червня 1994          | 1⁄10                   | 24                     |
|                        | Leath choróin          | Півкрони (2+1⁄2s)      | Герб Ірландії (арфа)   | Кінь                   | 14.1                   | 32.4                   | 2.3                    | Срібло (750 проба)                    | Гладкий                | 12 грудня 1928         | 1 січня 1970           | 1⁄8                    | 30                     |

#### Монети 1942—1969 років
| Монети 1942—1969 років | Монети 1942—1969 років | Монети 1942—1969 років | Монети 1942—1969 років | Монети 1942—1969 років | Монети 1942—1969 років | Монети 1942—1969 років | Монети 1942—1969 років | Монети 1942—1969 років                | Монети 1942—1969 років | Монети 1942—1969 років | Монети 1942—1969 років | Монети 1942—1969 років | Монети 1942—1969 років | Монети 1942—1969 років |
| Зображення             | Ірландська назва       | Номінал                | Опис                   | Опис                   | Параметри              | Параметри              | Параметри              | Параметри                             | Параметри              | Дата введення          | Дата вилучення         | Частка від £1          | Кількість пенсів       |                        |
| Зображення             | Ірландська назва       | Номінал                | Аверс                  | Реверс                 | Маса (г)               | Діаметр (мм)           | Товщина (мм)           | Матеріал                              | Гурт                   | Дата введення          | Дата вилучення         | Частка від £1          | Кількість пенсів       |                        |
| ---------------------- | ---------------------- | ---------------------- | ---------------------- | ---------------------- | ---------------------- | ---------------------- | ---------------------- | ------------------------------------- | ---------------------- | ---------------------- | ---------------------- | ---------------------- | ---------------------- | ---------------------- |
|                        | Feoirling              | Фартінг (1⁄4d)         | Герб Ірландії (арфа)   | Вальдшнеп              | 2.83                   | 20.2                   | 1.52                   | Мідь (95.5%), олово (3%), цинк (1.5%) | Гладкий                | 12 грудня 1928         | 1 січня 1962           | 1⁄960                  | 1⁄4                    |                        |
|                        | Leathphingin           | Пів пенні (1⁄2d)       | Герб Ірландії (арфа)   | Свиня і поросята       | 5.66                   | 25.5                   | 1.77                   | Мідь (95.5%), олово (3%), цинк (1.5%) | Гладкий                | 12 грудня 1928         | 1 серпня 1969          | 1⁄480                  | 1⁄2                    |                        |
|                        | Pingin                 | Пенні (1d)             | Герб Ірландії (арфа)   | Курка і курчата        | 9.45                   | 30.9                   | 1.90                   | Мідь (95.5%), олово (3%), цинк (1.5%) | Гладкий                | 12 грудня 1928         | 1 січня 1972           | 1⁄240                  | 1                      |                        |
|                        | Leath reul             | Три пенси (3d)         | Герб Ірландії (арфа)   | Заєць                  | 3.23                   | 17.7                   | 1.9                    | Мідно-нікелевий сплав                 | Гладкий                | 1942                   | 1 січня 1972           | 1⁄80                   | 3                      |                        |
|                        | Reul                   | Шість пенсів (6d)      | Герб Ірландії (арфа)   | Собака (вольфгаунд)    | 4.53                   | 21.0                   | 1.9                    | Мідно-нікелевий сплав                 | Гладкий                | 1942                   | 1 січня 1972           | 1⁄40                   | 6                      |                        |
|                        | Scilling               | Шиллінг (1s)           | Герб Ірландії (арфа)   | Бугай                  | 5.65                   | 23.7                   | 1.77                   | Мідно-нікелевий сплав                 | Гладкий                | 1942                   | 1 січня 1993           | 1⁄20                   | 12                     |                        |
|                        | Flóirín                | Флорін (2s)            | Герб Ірландії (арфа)   | Лосось                 | 11.3                   | 28.6                   | 2.3                    | Мідно-нікелевий сплав                 | Гладкий                | 1942                   | 1 червня 1994          | 1⁄10                   | 24                     |                        |
|                        | Leath choróin          | Півкрони (2+1⁄2s)      | Герб Ірландії (арфа)   | Кінь                   | 14.1                   | 32.4                   | 2.3                    | Мідно-нікелевий сплав                 | Гладкий                | 1942                   | 1 січня 1970           | 1⁄8                    | 30                     |                        |

### Монети десятикратної системи

#### Монети 1969—2002 років
Під час переходу ірландського фунта на десятикратну систему були випущені монети нового дизайну, інших параметрів й номіналів. Гравер Гебріел Хейс створив дизайн бронзових монет 1/2, 1 і 2 пенсів, який ґрунтувався на рукописних малюнках декоративних птахів кельтської стилістики. Персі Меткалф створив дизайн 5 і 10 пенсів, взятий відповідно з шилінга і флоріна попереднього випуску. Новий монінал 50 пенсів, семикутної форми, містив зображення вальдшнепа, таке саме як і на фартінгу попереднього випуску. Монети мали доволі просте оформлення, для позначення номіналу використовувалися тільки цифри і символ грошової одиниці; буква «P» позначала пенси (ірландська назва «pingin»).
У 1978 році Центральний банк Ірландії відкрив монетний двір в Сендіфорді в Дубліні для карбування власних монет і банкнот. Ірландські монети раніше карбувалися у Великій Британії на Королівському монетному дворі.
Зростання вартості карбування монет зажадало введення у 1986 році монети 20 пенсів; монета 1/2 пенні цього часу була вилучена, оскільки інфляція знизила її купівельну спроможність. Введення монети 1 фунт в 1990 році зажадало прийняття Закону про десятикратну валюту. Цей закон також передбачав деякі інші питання, у тому числі випуск монет в європейській валютній одиниці (ЕКЮ), які були спеціально заявлені в законодавстві не як законний платіжний засіб, а як предмети колекціонування. Вийшли монети номіналом 50 (золото), 10 і 5 ЕКЮ в (обидві срібні). Дизайн цих монет містив зображення ірландського благородного оленя, як це було на монеті 1 фунт, з гірським рельєфом на задньому плані й інші примітні особливості, такі як 12 зірок європейського прапора, оточуючих арфу, дуже схожі на монети ірландського євро.
Монети, випущені відповідно до Закону про десяткову валюту, були остаточно вилучені з обігу в 2002 році наказом про карбування монет ірландського фунта (Calling In) (№2) 2001 року, який скасував більш ранній аналогічний наказ про карбування монет. Дата вилучення монет була призначена на 10 лютого 2002 року.
| Монети 1969—2002 років | Монети 1969—2002 років | Монети 1969—2002 років | Монети 1969—2002 років | Монети 1969—2002 років | Монети 1969—2002 років   | Монети 1969—2002 років         | Монети 1969—2002 років         | Монети 1969—2002 років        | Монети 1969—2002 років                             | Монети 1969—2002 років | Монети 1969—2002 років | Монети 1969—2002 років | Монети 1969—2002 років |
| Зображення             | Ірландська назва       | Відносно євро          | Номінал                | Опис                   | Опис                     | Параметри                      | Параметри                      | Параметри                     | Параметри                                          | Параметри              | Дата введення          | Дата вилучення         | Частка від £1          |
| Зображення             | Ірландська назва       | Відносно євро          | Номінал                | Аверс                  | Реверс                   | Маса (г)                       | Діаметр (мм)                   | Товщина (мм)                  | Матеріал                                           | Гурт                   | Дата введення          | Дата вилучення         | Частка від £1          |
| ---------------------- | ---------------------- | ---------------------- | ---------------------- | ---------------------- | ------------------------ | ------------------------------ | ------------------------------ | ----------------------------- | -------------------------------------------------- | ---------------------- | ---------------------- | ---------------------- | ---------------------- |
|                        | Leathphingin           | €0.0063                | 1/2 пенні (1⁄2p)       | Герб Ірландії (арфа)   | Орнамент у вигляді птаха | 1.78                           | 17.14                          | 1                             | Бронза (1971-89); сталь, плакована міддю (1990-00) | Гладкий                | 15 лютого 1971         | 1 січня 1985           | 1⁄200                  |
|                        | Pingin                 | €0.0127                | Пенні (1p)             | Герб Ірландії (арфа)   | Орнамент у вигляді птаха | 3.56                           | 20.32                          | 1.52 (1971-88) 1.65 (1988-00) | Бронза (1971-89); сталь, плакована міддю (1990-00) | Гладкий                | 15 лютого 1971         | 10 лютого 2002         | 1⁄100                  |
|                        | Dhá phingin            | €0.0254                | 2 пенса (2p)           | Герб Ірландії (арфа)   | Орнамент у вигляді птаха | 7.12                           | 25.91                          | 1.85 (1971-88) 2.03 (1988-00) | Бронза (1971-89); сталь, плакована міддю (1990-00) | Гладкий                | 15 лютого 1971         | 10 лютого 2002         | 1⁄50                   |
|                        | Cúig phingin           | €0.0635                | 5 пенсів (5p)          | Герб Ірландії (арфа)   | Бугай                    | 5.65 (1969-90) 3.25 (1992-00)  | 23.59 (1969-90) 18.5 (1992-00) | 1.7                           | Мідно- нікелевий сплав                             | Рифлений               | 8 вересня 1969         | 10 лютого 2002         | 1⁄20                   |
|                        | Deich bpingin          | €0.127                 | 10 пенсів (10p)        | Герб Ірландії (арфа)   | Лосось                   | 11.31 (1969-86) 5.45 (1993-00) | 28.5 (1969-86) 22.0 (1993-00)  | 2.1 (1969-86) 1.9 (1993-00)   | Мідно- нікелевий сплав                             | Рифлений               | 8 вересня 1969         | 10 лютого 2002         | 1⁄10                   |
|                        | Fiche pingin           | €0.2539                | 20 пенсів (20p)        | Герб Ірландії (арфа)   | Кінь                     | 8.47                           | 27.1                           | 1.94                          | Мідь (79%), цинк (20%), нікель (1%)                | Рифлено- гладкий       | 30 жовтня 1986         | 10 лютого 2002         | 1⁄5                    |
|                        | Caoga pingin           | €0.6349                | 50 пенсів (50p)        | Герб Ірландії (арфа)   | Вальдшнеп                | 13.5                           | 30.0                           | 3.15                          | Мідно- нікелевий сплав                             | Гладкий                | 17 лютого 1970         | 10 лютого 2002         | 1⁄2                    |
|                        | Punt                   | €1.2697                | Один фунт (£1)         | Герб Ірландії (арфа)   | Олень                    | 10                             | 31.11                          | 1.90                          | Мідно- нікелевий сплав                             | Визерунок              | 20 червня 1990         | 10 лютого 2002         | 1                      |

### Пам'ятні монети

#### Монети дванадцятикратної системи
| Пам'ятні монети до 1971 року | Пам'ятні монети до 1971 року | Пам'ятні монети до 1971 року | Пам'ятні монети до 1971 року | Пам'ятні монети до 1971 року | Пам'ятні монети до 1971 року | Пам'ятні монети до 1971 року | Пам'ятні монети до 1971 року | Пам'ятні монети до 1971 року | Пам'ятні монети до 1971 року | Пам'ятні монети до 1971 року | Пам'ятні монети до 1971 року | Пам'ятні монети до 1971 року | Пам'ятні монети до 1971 року | Пам'ятні монети до 1971 року | Пам'ятні монети до 1971 року |
| Зображення                   | Зображення                   | Ірландська назва             | Номінал                      | Опис                         | Опис                         | Параметри                    | Параметри                    | Параметри                    | Параметри                    | Параметри                    | Дата введення                | Дата вилучення               | Частка від £1                | Кількість пенсів             |                              |
| Аверс                        | Реверс                       | Ірландська назва             | Номінал                      | Аверс                        | Реверс                       | Маса (г)                     | Діаметр (мм)                 | Товщина (мм)                 | Матеріал                     | Гурт                         | Дата введення                | Дата вилучення               | Частка від £1                | Кількість пенсів             |                              |
| ---------------------------- | ---------------------------- | ---------------------------- | ---------------------------- | ---------------------------- | ---------------------------- | ---------------------------- | ---------------------------- | ---------------------------- | ---------------------------- | ---------------------------- | ---------------------------- | ---------------------------- | ---------------------------- | ---------------------------- | ---------------------------- |
|                              |                              | Deich scilling               | Десять шиллінгів (10s)       | Патрік Пірс                  | Смерть Кухуліна              | 18.14                        | 30.0                         |                              | Срібло (835 проба)           | Гладкий з написом            | 12 квітня 1966               | 10 лютого 2002               | 1⁄2                          | 120                          |                              |

#### Монети десятикратної системи
| Пам'ятні монети 1988—2000 років | Пам'ятні монети 1988—2000 років | Пам'ятні монети 1988—2000 років | Пам'ятні монети 1988—2000 років | Пам'ятні монети 1988—2000 років | Пам'ятні монети 1988—2000 років | Пам'ятні монети 1988—2000 років | Пам'ятні монети 1988—2000 років | Пам'ятні монети 1988—2000 років | Пам'ятні монети 1988—2000 років | Пам'ятні монети 1988—2000 років | Пам'ятні монети 1988—2000 років |
| Зображення                      | Номінал                         | Подія                           | Опис                            | Опис                            | Параметри                       | Параметри                       | Параметри                       | Параметри                       | Параметри                       | Дата випуску                    |                                 |
| Зображення                      | Номінал                         | Подія                           | Аверс                           | Реверс                          | Маса (г)                        | Діаметр (мм)                    | Товщина (мм)                    | Матеріал                        | Гурт                            | Дата випуску                    |                                 |
| ------------------------------- | ------------------------------- | ------------------------------- | ------------------------------- | ------------------------------- | ------------------------------- | ------------------------------- | ------------------------------- | ------------------------------- | ------------------------------- | ------------------------------- | ------------------------------- |
|                                 | 50 пенсів                       | Тисячоліття Дубліна             | Герб Ірландії (арфа)            | Герб Дубліна                    | 13.5                            | 30.0                            | 3.15                            | Мідно- нікелевий сплав          | Гладкий                         | 1988                            |                                 |
|                                 | 1 фунт                          | 50-річчя ООН                    | Герб Ірландії (арфа)            | Голуб, емблема ООН              | 28.28                           | 38.61                           |                                 | Срібло (925 проба)              |                                 | 1995                            |                                 |
|                                 | 1 фунт                          | Тисячоліття фунтових монет      | Герб Ірландії (арфа)            | Стилізований древній корабель   | 10.0                            | 31.1                            | 1.90                            | Мідно- нікелевий сплав          | Визерунок                       | 2000                            |                                 |

## Банкноти Ірландської Республіки
Коли у 1922 році з'явилася Ірландська вільна держава, в обігу перебували паперові гроші трьох категорій. Вони складалися з векселів, випущених Банком Англії, векселів Міністерства фінансів Великої Британії і цінних паперів шести ірландських банків, які існували на той час. Законним платіжним засобом в країні вважалися тільки паперові гроші Британського казначейства. На той час випуск паперових грошей декількома приватними установами був повсякденним аспектом банківської справи у Великій Британії і Ірландії, цей метод використовується й сьогодні у Північній Ірландії та Шотландії.
У 1926 році була створена Банківська комісія, що займалася дослідженням банківської діяльності та емісії паперових грошей задля визначення, які зміни потрібні у цих фінансових сферах після створення нової держави. Комісію очолив Генрі Паркер Вілліс, професор з Колумбійського університету, який був директором з досліджень Ради Федерального резерву США. У коло ведення комісії входило завдання: розглянути та повідомити міністру фінансів, які зміни в законі, що стосується банківської діяльності, якщо вони будуть виявлені, необхідні, або бажані, з урахуванням зміни оставин, що виникли внаслідок створення Saorstát Éireann.
У звіті комісії від січня 1927 року рекомендувалося створити валюту держави, яка буде безпосередньо забезпечена і прив'язана до британського фунта стерлінгів на основі принципу «один до одного». Ця нова валюта, «Саорштатський фунт» («Saorstát pound»), перебувала під контролем політично незалежної ірландської Валютної комісії, створеної Законом про валюту 1927 року. Оскільки банкноти ірландської Валютної комісії були забезпечені фунтом стерлінгів, вони приймалися Лондонським агентством британської валютної комісії і обмінювалися на фунт стерлінгів без взяття плати або комісії за курсом «один до одного».
В листопаді 1934 року була створена друга банківська комісія (Комісія з розслідування банківської діяльності, грошового обігу і кредиту), яка займалася дослідженнями задля створення центрального банку. У більшості звітів за серпень 1938 року рекомендувалося створити центральний банк з розширеними повноваженнями і функціями. Це призвело до створення Центрального банку Ірландії, але знадобилося три десятиліття, перш ніж ця установа отримала всі права та функції, пов'язані з центральним банком.
Ірландські банкноти випускалися від імені Валютної комісії або Центрального банку, які існували на момент друку, згідно постанови про випуск паперових грошей.

### 1928—1977: Серія А
Дизайн перших ірландських банкнот був визначений Валютною комісією Ірландської Вільної Держави згідно з рекомендаціями спеціальної консультативної комісії, після чого було подане замовлення на їх друк лондонській компанії Waterlow and Sons Limited. В результаті, від імені Валютної комісії, були надруковані банкноти номіналами 10 шилінгів, 1, 5, 10, 20, 50 і 100 фунтів.
Кожна банкнота містила портрет жінки на лицьовій стороні, як вважається, це Леді Лавері — дружина художника сера Джона Лавері, якому було доручено створити малюнки банкнот. Оригінал картини з леді Лавері, написаної олією на холсті, під назвою «Портрет леді Лавері в роли Кетлін Ні Хуліхан» 1927 року, сьогодні виставлений в Національній галереї Ірландії, який був наданий Центральним банком Ірландії.
Всі банкноти цієї серії містили водяний знак у вигляді «Голови Ерін», яка була фрагментом реальної статуї Джона Хогана. Зображення голови леді Лавері продовжувало використовуватися для водяного знаку наступних серій «B» і «C» до 2002 року.
Реверс кожного номіналу містив голову «Річкового Бога», кожна банкнота містила зображення однієї з рік Ірландії, для яких були використані малюнки з Будівлі ірландської митниці в Дубліні, створені Едвардом Смітом. Були обрані ріки як Ірландської Вільной Держави, так і Північної Ірландії.
Банкноти містили написи англійською і ірландською мовами. На купюрах, надрукованих від ім'я Валютної комісії («Currency Commission»/«Coimisiún Airgid Reatha»), назва країни вказувалася як «Ірландська Вільна Держава» («Irish Free State»/«Saorstát Éireann»), також вони містили факсиміле підписів голови Валютної комісії («Chairman of the Currency Commission»/«Cathaoirleach Choimisiúin an Airgid Reatha») і секретаря фінансового департаменту («Secretary of the Department of Finance»/«Rúnaí na Roinne Airgid»). Коли набула законної чинності Конституція Ірландії, назва країни «Ірландська Вільна Держава» на банкнотах була замінена на «Ірландія» («Ireland»/«Éire»).
Коли набув чинності Закон щодо Центрального банку від 1942 року, у 1943 році до банкнот були внесені додаткові зміни. Валютна комісія була замінена Центральним банком Ірландії («Central Bank of Ireland»/«Banc Ceannais na hÉireann»), а підпис голови був замінений підписом губернатора («Governor/An Ghobharnóir»).
На банкнотах, випущенних під час Другої світової війни, були нанесені різні букви, щоб можна було ідентифікувати їхні окремі партії і вилучити з обігу, якщо вони були б втрачені під час транспортування між друкарнями Великої Британії і Дубліна. Вказівка щодо можливості обміну в Лондоні, була вилучена з банкнот у 1961 році. У 1971 році на банкнотах 1, 5 і 10 фунтів з'явилася захисна металева нитка.

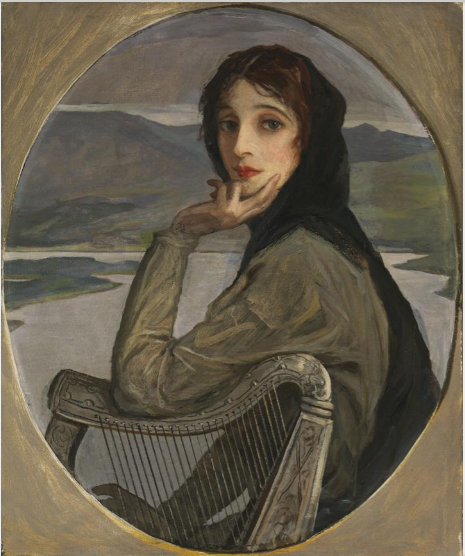
«Портрет леді Лавері в роли Кетлін Ні Хуліхан» (Джон Лавері, 1927)

| Банкноти Ірландії 1928—1977 | Банкноти Ірландії 1928—1977 | Банкноти Ірландії 1928—1977 | Банкноти Ірландії 1928—1977 | Банкноти Ірландії 1928—1977 | Банкноти Ірландії 1928—1977 | Банкноти Ірландії 1928—1977 | Банкноти Ірландії 1928—1977 | Банкноти Ірландії 1928—1977 |
| Фото                        | Фото                        | Номінал                     | Розміри (мм)                | Основний колір              | Опис                        | Опис                        | Дата введення               | Дата вилучення              |
| Аверс                       | Реверс                      | Номінал                     | Розміри (мм)                | Основний колір              | Аверс                       | Реверс                      | Дата введення               | Дата вилучення              |
| --------------------------- | --------------------------- | --------------------------- | --------------------------- | --------------------------- | --------------------------- | --------------------------- | --------------------------- | --------------------------- |
|                             |                             | 10 шилінгів                 | 78×138                      | Червоний                    | Портрет жінки               | Барельєф                    | 10 вересня 1928             | 6 червня 1968               |
|                             |                             | 1 фунт                      | 84 × 151                    | Зелений                     | Портрет жінки               | Барельєф                    | 10 вересня 1928             | 30 вересня 1976             |
|                             |                             | 5 фунтів                    | 92×165                      | Коричневий                  | Портрет жінки               | Барельєф                    | 10 вересня 1928             | 5 вересня 1975              |
|                             |                             | 10 фунтів                   | 108×191                     | Синій                       | Портрет жінки               | Барельєф                    | 10 вересня 1928             | 2 грудня 1976               |
|                             |                             | 20 фунтів                   | 114×203                     | Червоний                    | Портрет жінки               | Барельєф                    | 10 вересня 1928             | 24 березня 1976             |
|                             |                             | 50 фунтів                   | 114×203                     | Ліловий                     | Портрет жінки               | Барельєф                    | 10 вересня 1928             | 4 квітня 1977               |
|                             |                             | 100 фунтів                  | 114×203                     | Оливковий                   | Портрет жінки               | Барельєф                    | 10 вересня 1928             | 4 квітня 1977               |

### 1929—1953: «Консолідовані банкноти»
Серія банкнот «Орач», або так звані «Консолідовані банкноти», не вважалася законними платіжними засобами, а являла собою серію ірландських паперових грошей, еквівалентних векселям, які продовжували ходіння в деяких банках Великих Британії. Консолідовані банкноти випускалися тільки Валютної комісією Ірландії як міра перехідного платіжного засобу для восьми ірландських банків: Bank of Ireland, Hibernian Bank, Munster & Leinster Bank, National Bank, Northern Bank, Provincial Bank of Ireland, Royal Bank of Ireland і Ulster Bank. Ці банкноти були вперше випущені в період з 6 травня по 10 червня 1929 року, згідно угоди, за якою банки вилучають свої попередні банкноти і утримуються від випуску нових банкнот. Останні банкноти були надруковані у 1941 році, офіційно їх вилучили 31 грудня 1953 року.
Серія банкнот отримала назву «Орача», через те, що лицьова сторона кожної купюри містила зображення селянина, що оре поле кінним плугом. Для оформлення зворотного боку банкнот використовувалися зображення будівль і краєвидів Ірландії: 1 фунт (Будівля ірландської митниці в Дубліні), 5 фунтів (міст святого Патрика, в місті Корк), 10 фунтів (Будівля Фостер Плейс в Дубліні), 20 фунтів (Замок Кашел, в графстві Тіпперері), 50 фунтів (гора Кро-Патрік, в графстві Мейо) і 100 фунтів (передмістя Дубліна — Кілліні).
| Вільні банкноти 1929—1953 років | Вільні банкноти 1929—1953 років | Вільні банкноти 1929—1953 років | Вільні банкноти 1929—1953 років | Вільні банкноти 1929—1953 років | Вільні банкноти 1929—1953 років   | Вільні банкноти 1929—1953 років | Вільні банкноти 1929—1953 років | Вільні банкноти 1929—1953 років |
| Фото                            | Фото                            | Номінал (фунтів)                | Розміри (мм)                    | Основний колір                  | Опис                              | Опис                            | Дата введення                   | Дата вилучення                  |
| Аверс                           | Реверс                          | Номінал (фунтів)                | Розміри (мм)                    | Основний колір                  | Аверс                             | Реверс                          | Дата введення                   | Дата вилучення                  |
| ------------------------------- | ------------------------------- | ------------------------------- | ------------------------------- | ------------------------------- | --------------------------------- | ------------------------------- | ------------------------------- | ------------------------------- |
|                                 |                                 | 1                               | 151×84                          | Зелений                         | Чоловік, що оре поле двома кіньми | Будинок в Дубліні               | 1929                            | 31 грудня 1953                  |
|                                 |                                 | 5                               | 165×92                          | Коричневий                      | Чоловік, що оре поле двома кіньми | Міст святого Патрика            | 1929                            | 31 грудня 1953                  |
|                                 |                                 | 10                              | 191×108                         | Синій                           | Чоловік, що оре поле двома кіньми | Фостер Плейс                    | 1929                            | 31 грудня 1953                  |
|                                 |                                 | 20                              | 203×114                         | Помаранчевий                    | Чоловік, що оре поле двома кіньми | Скала Кашел                     | 1929                            | 31 грудня 1953                  |
|                                 |                                 | 50                              | 203×114                         | Синій                           | Чоловік, що оре поле двома кіньми | Крох Патрік                     | 1929                            | 31 грудня 1953                  |
|                                 |                                 | 100                             | 203×114                         | Оливковий                       | Чоловік, що оре поле двома кіньми | Передмістя Кілліні              | 1929                            | 31 грудня 1953                  |

### 1976—1993: Серія В
В грудні 1971 року Центральний банк оголосив про свій намір випустити нові банкноти, після чого була найнята ірландська дизайнерська компанія «Servicon» для розробки банкнот номіналами 1, 5, 10, 20, 50 і 100 фунтів. Серія В вважалася законним платіжним засобом з 1976 по 1995 рік, хоча після травня 1993 року її не друкували.
Темою, обраною для оформлення серії B, була історія Ірландії, кожна банкнота містила портрет людини відповідно до цієї тематики та певної епохи, від історичної до сучасної, з додаванням візуальних елементів. Пустий від малюнку простір банкнот містив водяний знак у вигляді портрету леді Лавері, написаний сером Джоном Лавері, такий самий як і на серії A. Кожна банкнота містила підпис керівника Центрального банку Ірландії і секретаря Міністерства фінансів.
Банкнота в 100 фунтів так і не була випущена, що стало особливістю цієї серії банкнот, всі інші серії мали цей номінал. У серпні 1979 року був представлений макет дизайну банкноти в 100 фунтів, але вона так і не була випущена в обіг через рішення щодо недоцільності цього номіналу. Детальна інформація про дизайн банкноти стала доступною після відкриття у 2017 році архіву Центрального банку Ірландії для громадськості. На аверсі банкноти містився портрет Грейс О'Меллі, Королеви піратів, з одним з її кораблів, що вимальовуються в центрі, і другим кораблем вдалині. Переважаючими кольорами аверсу були червоний та фіолетовий. Реверс був переважно бежевого кольору. На ньому була представлена карта Ірландії, заснована на карті Джона Гога «Hibernia: Insula non procul ab Anglia vulgare Hirlandia vocata» 1567 року.
Протягом більшої частини періоду обігу цієї серії в Ірландії був валютний контроль, який забороняв вивіз з республіки будь-яких банкнот на суму понад 20 фунтів. Банкнота в один фунт була вилучена з обігу в червні 1990 року, її замінили на монету аналогічного номіналу, вона стала першою банкнотою серії «В», вилученої з обігу.
| Банкноти Ірландії 1976—1992 | Банкноти Ірландії 1976—1992 | Банкноти Ірландії 1976—1992 | Банкноти Ірландії 1976—1992 | Банкноти Ірландії 1976—1992 | Банкноти Ірландії 1976—1992 | Банкноти Ірландії 1976—1992                                                                                                  | Банкноти Ірландії 1976—1992 | Банкноти Ірландії 1976—1992 |
| Фото                        | Фото                        | Номінал (фунтів)            | Розміри (мм)                | Основний колір              | Опис | Опис | Перший випуск               | Останній випуск             |
| Аверс                       | Реверс                      | Номінал (фунтів)            | Розміри (мм)                | Основний колір              | Аверс | Реверс | Перший випуск               | Останній випуск             |
| --------------------------- | --------------------------- | --------------------------- | --------------------------- | --------------------------- | --- | --- | --------------------------- | --------------------------- |
|                             |                             | 1                           | 148×78                      | Зелений червоний            | Портрет Медб, легендарної королеви Коннахта в ірландській міфології. Дохристиянський геометричний дизайн на основі знайдених малюнків. Уривок з Уладського циклу — найстарішого ірландського рукопису, що зберігся. | Уривок з Книги Бурої Корови.                                                                                                 | 10 червня 1977              | 13 вересня 1992             |
|                             |                             | 5                           | 156×82                      | Коричневий                  | Портрет Йоана Скотта Еріугена, філософа та богослова, який жив у дев'ятому столітті. Малюнок, взятий із Книги з Дарроу.                                                                                             | Текст і портрети тварин, взятих з Келлської книги, Євангелія восьмого століття.                                              | 26 лютого 1976              | 7 травня                    |
|                             |                             | 10                          | 164×86                      | Фіолетовий                  | Портрет Джонатана Свіфта, поета та сатирика. Тло містить відтворення герба Дубліна, прийнятого резолюцією міської ради, та лист Свіфта за квітень 1735 року.                                                        | Частина карти Дубліна, яку опублікував Джон Рок у 1756 році. Зображення Аббі-стріт та набережної Астон, а також річки Ліффі. | 1 червня 1978               | 15 квітня 1992              |
|                             |                             | 20                          | 172×90                      | Синій                       | Портрет Вільяма Батлера Єйтса, поета та містика, разом із героєм з ірландської міфології Кухуліном. Тло являє зображення за мотивами ірландського театру, де представлені Дейрдре та рукопис Єйтса.                 | Карта островів Бласкет, в графстві Керрі.                                                                                    | 7 січня 1980                | 14 лютого 1992              |
|                             |                             | 50                          | 180×94                      | Червоний коричневий         | Портрет Торли О'Каролан, сліпого ірландського музиканта та композитора. | Зображення органа з церкви St. Michan's, що у Дубліні.                                                                       | 1 листопада 1982            | 5 листопада 1991            |

### 1992—2001: Серія С
Серія банкнот «С» стала результатом конкурсу з обмеженою кількістю учасників, що відбувся в 1991 році, у ньому взяли участь дев'ять ірландських художників. Переможцем і дизайнером серії став Роберт Баллаг. Вона складалася з банкнот номіналами 5, 10, 20, 50 і 100 фунтів, у ній була відсутня банкнота в 1 фунт, тому що з 1990 року карбувалася монета такого номіналу. Ця серія була введена в обіг в короткий термін, причому банкнота в 20 фунтів була випущена першою, тому що підробка купюр цього номіналу попередньої серії підроблялася найчастіше. Номінал в 50 фунтів став останньою банкнотою серії С, яка потрапила в обіг, вона вийшла в 2001 році.
Темою для оформлення цієї серії були люди, які зробили видатний внесок у формування сучасної Ірландії. У цьому сенсі вона включає в себе політиків, літературного діяча і релігійного діяча. До числа політичних діячів не потрапив ніхто з тих, хто безпосередньо був пов'язаним з ірландською війною за незалежність, яка у підсумку привела до створення Ірландської Вільної держави.
Банкноти містили ряд складних елементів захисту, а також відповідні елементи оформлення для людей з вадами зору та сліпих; такі елементи раніше не зустрічалися на банкнотах Ірландії.
Серія «C» була останньою серією банкнот ірландського фунта, після чого її замінило євро; вона замінила в обігу банкноти серії «B». Банкноти цієї серії поступово надходили у обіг з 1992 року й мали ходіння до 2002 року.
| Банкноти Ірландії 1993—1999 | Банкноти Ірландії 1993—1999 | Банкноти Ірландії 1993—1999 | Банкноти Ірландії 1993—1999 | Банкноти Ірландії 1993—1999 | Банкноти Ірландії 1993—1999 | Банкноти Ірландії 1993—1999 | Банкноти Ірландії 1993—1999 | Банкноти Ірландії 1993—1999 |
| Фото                        | Фото                        | Номінал (фунтів)            | Розміри (мм)                | Основний колір              | Опис | Опис | Перший випуск               | Останній випуск             |
| Аверс                       | Реверс                      | Номінал (фунтів)            | Розміри (мм)                | Основний колір              | Аверс | Реверс | Перший випуск               | Останній випуск             |
| --------------------------- | --------------------------- | --------------------------- | --------------------------- | --------------------------- | --- | --- | --------------------------- | --------------------------- |
|                             |                             | 5                           | 120×64                      | Коричневий блакитний        | Портрет Кетрін Маколі, яка заснувала католицьку чернечу конгрегацію «Сестри Милосердя». Зображення будівли Університетської лікарні «Mater Misericordiae» | Зображення трьох учнів у школі. Де на шкільній дошці написана перша версія ірландської поеми «Mise Raifteirí an File» автора Ентоні Рафтері. За учнями на стіні карта Європи. | Квітень, 1994               | 2001                        |
|                             |                             | 10                          | 128×68                      | Зелений                     | Портрет Джеймса Джойса. Тло з околицями Дубліна та Віклоу, й Дублінська затока. | Зображення голови — собливості урядової будівлі «Митного будинку» у Дубліні, збудованого архітектором та скульптором Едвардом Смітом. Голова є однією з чотирнадцяти, вона символізує річку Ліффі. Тло — карта дев'ятнадцятого століття і текст роману Джеймса Джойса «Поминки по Фіннегану». | Вересень, 1993              | 2001                        |
|                             |                             | 20                          | 136×72                      | Фіолетовий                  | Денієл О'Коннел Портрет Денієла О'Коннела, лорда-мера Дубліна у 1841—1842 роках; тло — Абатство Дерінейн у графстві Керрі. В зображенні будівлі неоднократно присутній напис «20 фунтів стерлінгів». Це був додатковий елемент захисту, який фальшивомонетники часто не брали до уваги. | Рукопис з підписом низки перших ірландських політичних діячів у 1845 році, під яким розташована будівля Чотирьох Судів. | Листопад, 1992              | 2001                        |
|                             |                             | 50                          | 144×76                      | Блакитний                   | Портрет Дуглас Гайд, першого президента Ірландії; тло — Будинок президента; у верхній частині зображений Кубок Арди. | Гельської ліги. Тло – манускрипт шістнадцятого століття, що зберігається в Ірландській королівській академії. | Листопад, 1995              | 2001                        |
|                             |                             | 100                         | 152×80                      | Червоно зелений             | Портрет Чарльза Стюарта Парнелла; тло — маєток Ейвондейл у Ратдрамі, графство Віклов. | Монумент О'Коннелла, ім'ям якого названо вулицю О'Коннелл-стріт у Дубліні. | Вересень, 1996              | 2001                        |

## Курс валют
Курс ірландського фунта за 1 долар США між 1975—2000 роками
| Рік   | 1975   | 1977   | 1980   | 1985   | 1990   | 1995   | 2000   | 2001   |
| ----- | ------ | ------ | ------ | ------ | ------ | ------ | ------ | ------ |
| 1 USD | 0.4942 | 0.5879 | 0.5433 | 1.1167 | 0.6521 | 0.6513 | 0.9504 | 0.9415 |